# Sam Schreck
Sam Francis Schreck (* 29. Januar 1999 in Pinneberg) ist ein deutscher Fußballspieler. Er spielte in seiner Jugend für verschiedene Vereine in Schleswig-Holstein und Hamburg. Von 2016 bis 2018 war er in der A-Jugend und in der Saison 2018/19 für die Profimannschaft des Bundesligisten Bayer 04 Leverkusen aktiv.

## Karriere

### Verein
Sam Schreck begann in der Jugend der schleswig-holsteinischen TuS Appen nahe Hamburg. 2006 kam er zum ersten Mal in die südlich gelegene Hansestadt und stieg in die Jugend des Hamburger SV ein. 2010 kehrte er zur TuS Appen zurück, blieb dort aber nur ein Jahr. Im Anschluss wechselte er in die Jugend des Kummerfelder SV. 2013 ging er ein weiteres Mal nach Hamburg, diesmal zum FC St. Pauli. Zur Saison 2016/17 wechselte er in die A-Jugend des Bundesligisten Bayer 04 Leverkusen.
Zur Saison 2018/19 wurde Schreck in den Kader der ersten Mannschaft aufgenommen. Gleich im ersten Pflichtspiel der Mannschaft in dieser Saison, im DFB-Pokalspiel beim 1. CfR Pforzheim am 18. August 2018, war er Teil des 18-köpfigen Aufgebots, kam jedoch nicht zum Einsatz. Bis Oktober des Jahres wurde er sechs weitere Male in den Kader berufen. Zu seinem Debüt im Profifußball kam er am 29. November 2018 in der Europa League im Heimspiel gegen Ludogorez Rasgrad in der Startaufstellung. Er wurde beim 1:1 nach 73 Spielminuten für Kai Havertz ausgewechselt.
Zur Saison 2019/20 wechselte Schreck zum niederländischen Erstligisten FC Groningen, bei dem er einen Vertrag bis zum 30. Juni 2023 unterschrieb. In seiner ersten Saison kam er auf 13 Einsätze in der Eredivisie, von denen er lediglich 6-mal in der Startelf stand. Um Spielpraxis zu sammeln, spielte der Mittelfeldspieler zudem 12-mal in der zweiten Mannschaft. In der Saison 2020/21 kam er ebenfalls 13-mal in der Eredivisie zum Einsatz, schaffte es aber nur 2-mal in die Startelf.
Ende Juli 2021 wechselte Schreck bis zum Ende der Saison 2021/22 auf Leihbasis in die 2. Bundesliga zum FC Erzgebirge Aue. Im Sommer 2022 wurde er von seinem Verein fest verpflichtet. Im Juni 2023 gab er bekannt seinen auslaufenden Vertrag nicht verlängern zu wollen. Stattdessen wechselte Schreck zu Arminia Bielefeld. Mit der Arminia gewann er den Westfalenpokal 2023/24 durch einen 3:1-Sieg über den SC Verl.

### Nationalmannschaft
Schreck bestritt in den Jahren 2014 bis 2018 insgesamt 34 Spiele für die Juniorennationalmannschaften von der U16 bis zur U20 des DFB.

## Erfolge
- Westfalenpokalsieger: 2024
- Westfalenpokalsieger: 2025
- 3 Ligameister: 2025
- DFB-Pokalfinalist 2025